# Rešice
Rešice är en ort i Tjeckien. Den ligger i regionen Södra Mähren, i den sydöstra delen av landet, 170 km sydost om huvudstaden Prag. Rešice ligger 308 meter över havet och antalet invånare är 356.
Terrängen runt Rešice är platt. Runt Rešice är det ganska tätbefolkat, med 80 invånare per kvadratkilometer. Närmaste större samhälle är Ivančice, 15,9 km öster om Rešice. Trakten runt Rešice består till största delen av jordbruksmark.